# Xã Rouse, Quận Charles Mix, Nam Dakota
Xã Rouse (tiếng Anh: Rouse Township) là một xã thuộc quận Charles Mix, tiểu bang Nam Dakota, Hoa Kỳ. Năm 2010, dân số của xã này là 164 người.